# Cramno
Cramno (tra 520 e 540 – 560) è stato un principe franco della dinastia dei merovingi che non ereditò parte del regno dei Franchi, in quanto premorì al padre, Clotario I.

## Biografia

### Origini

il regno dei Franchi tra il 556 ed il 560

Era l'unico figlio del re dei Franchi Sali del nord dell'Austrasia e della Guascogna, della dinastia merovingia, Clotario I e della sua concubina (o forse moglie) Cusina, che il vescovo Gregorio di Tours (536 – 597), menziona senza citare le sue ascendenze.

### Anni successivi
Gregorio di Tours, oltre a citarlo tra i figli di Clotario precisa che Cramno premorì al padre.
Sempre Gregorio di Tours ci informa che Cramno viveva in Alvernia, dove si comportava in modo eccessivamente dissoluto, e gli abitanti della zona lo avevano in odio.
Cramno inoltre si lasciò influenzare dal desiderio di indipendenza degli Aquitani e, per crearsi un regno indipendente, si fece appoggiare dallo zio Childeberto I che non aveva gradito che Clotario si fosse impadronito del regno di Teodebaldo senza dividerlo. Anche, secondo le cronache del vescovo, Mario di Avenches, Cramno ebbe un incontro in un luogo segreto con lo zio Childeberto.
Secondo Paolo Diacono, Cramno prima bloccò un'invasione di Longobardi ed in seguito guidò una spedizione di Franchi in Italia, che devastò il Trentino, ma fu sconfitto dal duca di Trento Euin che lo respinse.
Cramno si sposò con Chalda, la figlia di Wiliacarius, un vassallo dello zio Childeberto, che, a Parigi, rinnovò il patto di assistenza con Cramno, anche perché era stato erroneamente informato che il fratello, Clotario era morto nella campagna contro i Sassoni.
Childeberto I, dopo una malattia, morì a Parigi, il 23 dicembre 558.
Non avendo avuto figli maschi dalla moglie Vultrogota, ed essendogli premorti gli eredi designati, della discendenza del fratellastro Teodorico I, alla sua scomparsa i suoi possedimenti passarono a Clotario, che rimase così l'unico re dei Franchi ed immediatamente dopo essersi impossessato del tesoro di Parigi, esiliò la vedova del fratello e le due figlie.

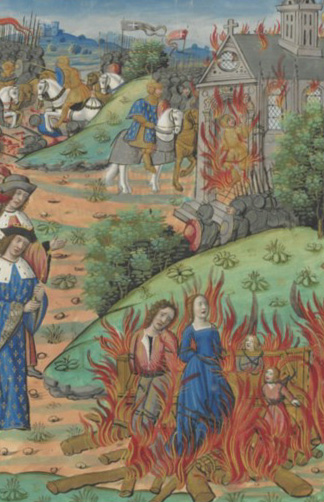
La morte di Cramno, in primo piano, l'incendio di Tours, in alto a destra e la battaglia tra Clotario I e i Bretoni, in alto a sinistra

Dopo che Clotario era divenuto l'unico re dei Franchi, Cramno, si ribellò al padre e fuggì in Bretagna, presso il conte dei Bretoni, Chonoobro, mentre il suocero si rifugiò preso la Basilica di San Martino (Tours), che poco tempo dopo fu data alle fiamme. Allora Clotario, nel 560, marciò contro Cramno ed i suoi alleati Bretoni, ma quando i due eserciti si trovarono di fronte sopraggiunse la notte che impedì lo scontro.
Cramno rifiutò altresì l'offerta di Chonoobro di aggredire l'esercito di Clotario, quella stessa notte. Al mattino successivo, Clotario era pronto ad affrontare il figlio come un nuovo Davide contro Assalonne e pregava di avere ragione delle ingiustizie, subite dal figlio, paragonandosi a Davide. Durante il combattimento il conte dei Bretoni, voltò le spalle alla battaglia e cadde e la vittoria fu di Clotario. Cramno aveva preparato delle navi per la fuga, ma, volendo prima liberare la moglie e le figlie, sorpreso dalle truppe del padre, venne catturato e imprigionato. Appena il padre ne fu informato ordinò che Cramno fosse messo a morte. Cramno con la moglie e le figlie, fu chiuso in una misera capanna dopo essere stato disteso e legato su una panca; fu quindi dato fuoco alla capanna e Cramno fu bruciato vivo, con la sua famiglia.

## Discendenza
Dalla moglie Chalda ebbe almeno due figlie. Gregorio di Tours infatti parla di figlie senza precisare il numero ed i nomi

## Ascendenza
|            |   |                            | Genitori |  |  | Nonni |  |  | Bisnonni     |  |  | Trisnonni |  |
|            |   |                            |          |  |  |       |  |  | Childerico I |  |  | Meroveo   |  |
|            |   |                            |          |  |  |       |  |  | Childerico I |  |  | Meroveo   |  |
|            |   | …                          |          |  |  |       |  |  | Childerico I |  |  |           |  |
| Clodoveo I |   |                            |          |  |  |       |  |  | Childerico I |  |  |           |  |
|            |   | Basina                     | …        |  |  |       |  |  |              |  |  |           |  |
|            |   | Basina                     | …        |  |  |       |  |  |              |  |  |           |  |
|            |   | Basina                     | …        |  |  |       |  |  |              |  |  |           |  |
| Clotario I |   | Basina                     |          |  |  |       |  |  |              |  |  |           |  |
|            |   | Chilperico II dei Burgundi | Gundioco |  |  |       |  |  |              |  |  |           |  |
|            |   | Chilperico II dei Burgundi | Gundioco |  |  |       |  |  |              |  |  |           |  |
|            |   | Chilperico II dei Burgundi | …        |  |  |       |  |  |              |  |  |           |  |
| Clotilde   |   | Chilperico II dei Burgundi |          |  |  |       |  |  |              |  |  |           |  |
|            |   | …                          | …        |  |  |       |  |  |              |  |  |           |  |
|            |   | …                          | …        |  |  |       |  |  |              |  |  |           |  |
|            |   | …                          | …        |  |  |       |  |  |              |  |  |           |  |
| Cramno     |   | …                          |          |  |  |       |  |  |              |  |  |           |  |
|            | … | …                          |          |  |  |       |  |  |              |  |  |           |  |
|            | … | …                          |          |  |  |       |  |  |              |  |  |           |  |
|            | … | …                          |          |  |  |       |  |  |              |  |  |           |  |
| …          | … |                            |          |  |  |       |  |  |              |  |  |           |  |
|            |   | …                          | …        |  |  |       |  |  |              |  |  |           |  |
|            |   | …                          | …        |  |  |       |  |  |              |  |  |           |  |
|            |   | …                          | …        |  |  |       |  |  |              |  |  |           |  |
| Cusina     |   | …                          |          |  |  |       |  |  |              |  |  |           |  |
|            |   | …                          | …        |  |  |       |  |  |              |  |  |           |  |
|            |   | …                          | …        |  |  |       |  |  |              |  |  |           |  |
|            |   | …                          | …        |  |  |       |  |  |              |  |  |           |  |
| …          |   | …                          |          |  |  |       |  |  |              |  |  |           |  |
|            |   | …                          | …        |  |  |       |  |  |              |  |  |           |  |
|            |   | …                          | …        |  |  |       |  |  |              |  |  |           |  |
|            |   | …                          | …        |  |  |       |  |  |              |  |  |           |  |
|            |   | …                          |          |  |  |       |  |  |              |  |  |           |  |

### Fonti primarie
- (LA)  Gregorio di Tours, Historia Francorum Testo disponibile su Wikisource.
- (LA)  Paolo Diacono, Historia Langobardorum, in  Georg Waitz (a cura di), Monumenta Germaniae Historica, Hannover, 1878,  Scriptores rerum Langobardicarum et Italicarum saec. VI–IX, 12–219. Trad. it:  Paolo Diacono, Storia dei Longobardi, a cura di Lidia Capo, Milano, Lorenzo Valla/Mondadori, 1992, ISBN 88-04-33010-4. Testo disponibile su Wikisource.

### Letteratura storiografica
- Christian Pfister, La Gallia sotto i Franchi merovingi. Vicende storiche, in Storia del mondo medievale, Cambridge, Cambridge University Press, 1999,  pp. 688-711.